# Dorvilleidae
Famille
Synonymes
- Iphitimidae Fauchald, 1970[2]
- Staurocephalidae Kinberg, 1865[2]

Les Dorvilleidae sont une famille de vers annélides polychètes marins de l'ordre des Eunicida. 

## Liste des genres
Selon World Register of Marine Species (2 janvier 2019) :
- genre Anchidorvillea Hilbig & Blake, 1991
- genre Apodotrocha Westheide & Riser, 1983
- genre Apophryotrocha Jumars, 1974
- genre Arenotrocha Westheide & von Nordheim, 1985
- genre Coelobranchus Izuka, 1912
- genre Coralliotrocha Westheide & von Nordheim, 1985
- genre Diaphorosoma Wolf, 1986
- genre Dorvillea Parfitt, 1866
- genre Eliberidens Wolf, 1986
- genre Enonella Stimpson, 1854
- genre Eteonopsis Esmark, 1878
- genre Exallopus Jumars, 1974
- genre Gymnodorvillea Wainwright & Perkins, 1982
- genre Ikosipodoides Westheide, 2000
- genre Ikosipodus Westheide, 1982
- genre Iphitime Marenzeller, 1902
- genre Mammiphitime Orensanz, 1990
- genre Marycarmenia Nunez, 1998
- genre Meiodorvillea Jumars, 1974
- genre Microdorvillea Westheide & Von Nordheim, 1985
- genre Neotenotrocha Eibye-Jacobsen & Kristensen, 1994
- genre Ophryotrocha Claparède & Mecznikow, 1869
- genre Ougia Wolf, 1986
- genre Parapodrilus Westheide, 1965
- genre Parophryotrocha Hartmann-Schröder, 1971
- genre Parougia Wolf, 1986
- genre Petrocha von Nordheim, 1987
- genre Pettiboneia Orensanz, 1973
- genre Pinniphitime Orensanz, 1990
- genre Protodorvillea Pettibone, 1961
- genre Pseudophryotrocha
- genre Pusillotrocha Westheide & von Nordheim, 1985
- genre Schistomeringos Jumars, 1974
- genre Veneriserva Rossi, 1984
- genre Westheideia Wolf, 1986

, noms en synonymie
- genre Prionognathus Keferstein, 1862 = Dorvillea Parfitt, 1866

## Publication originale
- Chamberlin, 1919 : The Annelida Polychaeta [Albatross Expeditions]. Memoirs of the Museum of Comparative Zoology at Harvard College, vol. 48, pp. 1-514 (texte intégral) (en).